# Laurens Sweeck
Laurens Sweeck (né le 17 décembre 1993 à Louvain) est un coureur cycliste belge, spécialiste du cyclo-cross. Il est le frère jumeau de Diether et le frère de Hendrik eux aussi coureurs de cyclo-cross et le petit-fils d'Alfons Sweeck vainqueur la même année du Tour de Belgique et d'une étape sur le Tour d'Espagne 1960.

## Biographie

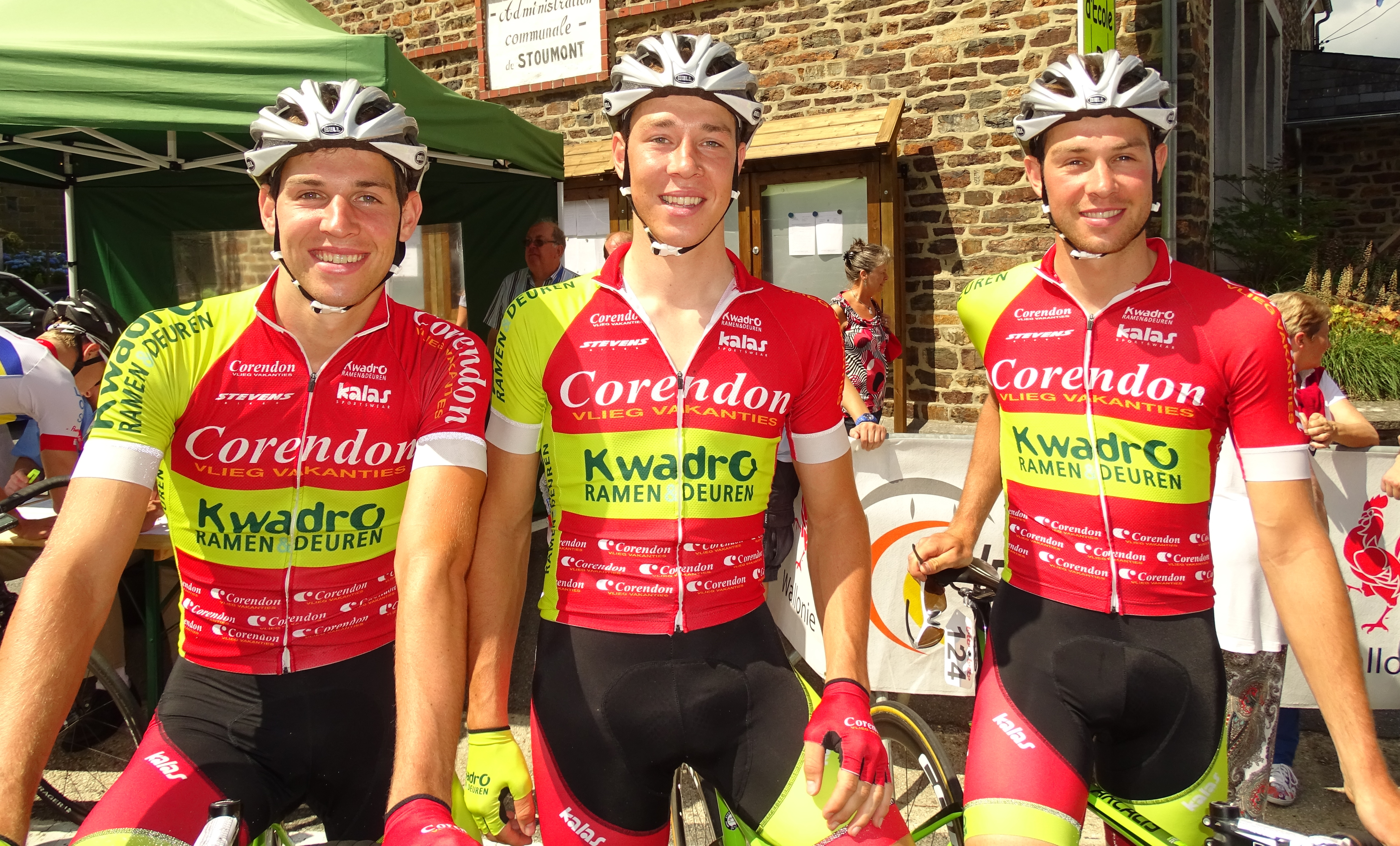
Diether, Hendrick et Laurens lors du départ de la 4e étape du Tour de la province de Liège 2015 à Stoumont.

Lors de la saison 2010-2011, il remporte le classement général de la Coupe du monde de cyclo-cross juniors, le classement général du Superprestige juniors ainsi que le titre de champion de Belgique de cyclo-cross juniors.
En janvier 2015, il devient vice-champion du monde de cyclo-cross espoirs. Il remporte durant cette saison cinq des huit manches du Trophée Banque Bpost en catégorie espoirs, dont il remporte le classement général au temps.
En janvier 2020, il devient champion de Belgique de cyclo-cross, la même année il remporte le classement général du Superprestige après avoir remporté la manche de Middelkerke.
Le 30 octobre 2022, il remporte sa première manche de Coupe du monde à Maasmechelen.

## Palmarès en cyclo-cross

### Par années
- 2007-2008

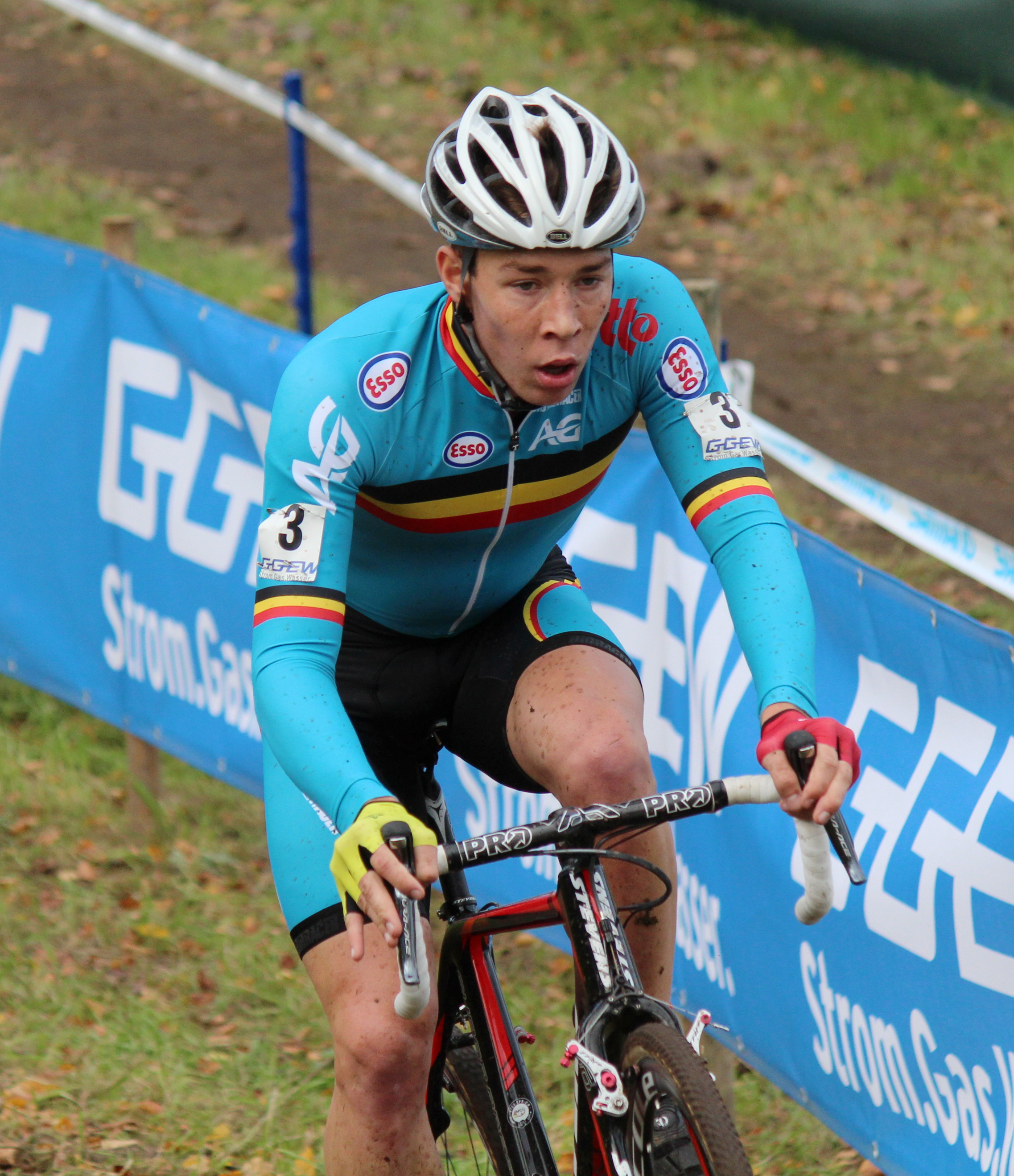
Laurens Sweeck en 2014

  - 2e du championnat de Belgique de cyclo-cross cadets
- 2008-2009
  -  Champion de Belgique de cyclo-cross cadets
- 2009-2010
  - Superprestige juniors #1, Ruddervoorde
  - GP Neerpelt Wisseltrofee Eric Vanderaerden juniors, Neerpelt
  -  Médaillé d'argent au championnat d'Europe de cyclo-cross juniors[3]
  - 2e du championnat de Belgique de cyclo-cross juniors
  - 8e de la Coupe du monde juniors
  - 9e du championnat du monde de cyclo-cross juniors
- 2010-2011 
  -  Champion de Belgique de cyclo-cross juniors
  - Vainqueur de la Coupe du monde juniors
    - Coupe du monde juniors #1, Coxyde
    - Coupe du monde juniors #2, Kalmthout
    - Coupe du monde juniors #5, Hoogerheide

  - Classement général du Superprestige juniors
    - Superprestige juniors #1, Ruddervoorde
    - Superprestige juniors #2, Zonhoven
    - Superprestige juniors #8, Middelkerke

  - Trophée GvA juniors #6 - Grand Prix Sven Nys, Baal
  - Trophée GvA juniors #7 - Krawatencross, Lille
  - Trophée GvA juniors #8 - Internationale Sluitingsprijs, Oostmalle
  - Cauberg Cyclo-cross juniors, Valkenburg aan de Geul
  - 5e du championnat du monde de cyclo-cross juniors
- 2011-2012
  - Superprestige espoirs #7, Hoogstraten
  - 5e du championnat du monde de cyclo-cross espoirs
- 2012-2013
  -  Champion de Belgique de cyclo-cross espoirs
  - 6e du championnat du monde de cyclo-cross espoirs
  - 10e de la Coupe du monde espoirs
- 2013-2014
  - Grand Prix Möbel Alvisse, Leudelange
  - Trophée Banque Bpost espoirs #2 - Koppenbergcross, Audenarde
  - 3e du championnat de Belgique espoirs
  - 4e du championnat du monde de cyclo-cross espoirs
- 2014-2015
  -  Champion de Belgique de cyclo-cross espoirs
  - Coupe du monde espoirs #5, Heusden-Zolder
  - Coupe du monde espoirs #6, Hoogerheide
  - Superprestige espoirs #3, Ruddervoorde
  - Superprestige espoirs #7, Hoogstraten
  - Superprestige espoirs #8, Middelkerke
  - Classement général du Trophée Banque Bpost espoirs
    - Trophée Banque Bpost espoirs #3, Hamme
    - Trophée Banque Bpost espoirs #5, Essen
    - Trophée Banque Bpost espoirs #6, Loenhout
    - Trophée Banque Bpost espoirs #7, Baal
    - Trophée Banque Bpost espoirs #8, Lille

  -  Médaillé d'argent du championnat du monde de cyclo-cross espoirs
  -  Médaillé d'argent du championnat d'Europe de cyclo-cross espoirs
  - 3e du championnat de Belgique de cyclo-cross
- 2015-2016
  - EKZ CrossTour #1, Baden
  - Trophée Banque Bpost #8, Saint-Nicolas
  - 2e du championnat de Belgique de cyclo-cross
  - 7e du championnat d'Europe de cyclo-cross
- 2016-2017
  - SOUDAL Classics - GP Neerpelt
  - SOUDAL Classics - GP d'Hasselt
  - 3e du championnat de Belgique de cyclo-cross
  - 5e de la Coupe du monde
  - 6e du championnat du monde de cyclo-cross
- 2017-2018
  - Jingle Cross #1, Iowa City
  - Clif Bar CrossVegas, Las Vegas
  - SOUDAL Classics - GP Neerpelt
  - Parkcross Maldegem, Maldegem
  - 2e du championnat de Belgique de cyclo-cross
  - 5e de la Coupe du monde
  - 8e du championnat d'Europe de cyclo-cross
  - 8e du championnat du monde de cyclo-cross
- 2018-2019
  - Grand Prix de Neerpelt, Neerpelt
  - Brico Cross Essen, Essen
  -  Médaillé de bronze du championnat d'Europe de cyclo-cross
  - 5e du championnat du monde de cyclo-cross
- 2019-2020
  -  Champion de Belgique de cyclo-cross
  - Classement général du Superprestige
    - Superprestige #8, Middelkerke

  - Ethias Cross Eeklo, Eeklo
  - Trek Cup, Waterloo
  - Rectavit Series Grand Prix de Pelt, Pelt
  - Internationale Sluitingsprijs, Oostmalle
  -  Médaillé de bronze du championnat d'Europe de cyclo-cross
  - 5e du championnat du monde de cyclo-cross
- 2020-2021
  - Superprestige #3, Niel
  - Superprestige #8, Middelkerke
  - Ethias Cross Leuven, Louvain
  - X²O Badkamers Trofee #7, Lille
  - Internationale Sluitingsprijs, Oostmalle
  - 4e du championnat d'Europe de cyclo-cross
  - 5e du championnat du monde de cyclo-cross
- 2021-2022
  - Kermiscross, Ardooie
  - Ethias Cross Stellacross, Louvain
  - Ethias Cross Parkcross, Maldeghem
  - X²O Badkamers Trofee #6, Hamme
  - Internationale Sluitingsprijs, Oostmalle
  - 2e du championnat de Belgique de cyclo-cross
  - 5e du championnat d'Europe de cyclo-cross
  - 6e de la Coupe du monde
  - 8e du championnat du monde de cyclo-cross
- 2022-2023
  - Classement général de la Coupe du monde
    - Coupe du monde de cyclo-cross #4, Maasmechelen
    - Coupe du monde de cyclo-cross #5, Beekse Bergen

  - Superprestige #2, Niel
  - Superprestige #3, Merksplas
  - X²O Badkamers Trofee #7, Lille
  - Cyclo-Cross Otegem, Otegem
  - Exact Cross - Waaslandcross, Saint-Nicolas
  - Internationale Sluitingsprijs, Oostmalle
  - 2e du championnat de Belgique de cyclo-cross
  -  Médaillé de bronze du championnat d'Europe de cyclo-cross
  -  Médaillé de bronze du championnat du monde de cyclo-cross en relais mixte
  - 8e du championnat du monde de cyclo-cross
- 2023-2024
  - 7e du championnat d'Europe de cyclo-cross
  - 7e de la Coupe du monde
- 2024-2025
  - Exact Cross #2, Essen
  - Exact Cross #6, Maldegem
  - Superprestige #3, Niel
  - Superprestige #4, Merksplas
  - Superprestige #6, Diegem
  - X²O Badkamers Trofee #6, Coxyde
  - X²O Badkamers Trofee #7, Lille
  - 2e du championnat de Belgique de cyclo-cross
  - 9e du championnat d'Europe de cyclo-cross
  - 10e du championnat du monde de cyclo-cross

### Classements
| Épreuve / Édition        | 2007/2008 (cadets) | 2008/2009 (cadets) | 2009/2010 (juniors) | 2010/2011 (juniors) | 2011/2012 (espoirs) | 2012/2013 (espoirs) | 2013/2014 (espoirs) | 2014/2015 (espoirs) |
| Championnat du monde     |                    |                    | 9e                  | 5e                  | 5e                  | 6e                  | 4e                  | 2e                  |
| Championnat d'Europe     |                    |                    | 2e                  | 5e                  | 28e                 | 16e                 | 5e                  | 2e                  |
| Coupe du monde           |                    |                    | 8e                  | 1er (3)             |                     | 10e                 |                     | 2e (2)              |
| Superprestige            |                    |                    | 2e (1)              | 1er (3)             | 10e (1)             |                     |                     | 2e (3)              |
| Trophée GvA/Banque Bpost |                    |                    |                     | — (4)               |                     |                     | 3e (1)              | 1er (5)             |
| Championnat de Belgique  | 2e                 | 1er                | 2e                  | 1er                 |                     | 1er                 | 3e                  | 1er                 |

| Épreuve / Édition        | 2015/2016 | 2016/2017 | 2017/2018 | 2018/2019 | 2019/2020 | 2020/2021 | 2021/2022 | 2022/2023 | 2023/2024 | 2024/2025 |
| Championnat du monde     | 7e        | 6e        | 8e        | 5e        | 5e        | 5e        | 8e        | 8e        | 15e       | 10e       |
| Championnat d'Europe     | 7e        | 14e       | 8e        | 3e        | 3e        | 4e        | 5e        | 3e        | 7e        | 9e        |
| Coupe du monde           | 6e        | 5e        | 5e        | 7e        | 4e        | 9e        | 6e        | 1er (2)   | 7e        | 13e       |
| Superprestige            | 7e        | 3e        | 3e        | 13e       | 1er (1)   | 4e (2)    | 5e        | 4e        | 6e        | 5e        |
| Trophée GvA/Banque Bpost | 5e (1)    | 6e        | 4e        | 4e        | 10e       | 6e        | 6e        | 12e       | 13e       | 7e        |
| Championnat de Belgique  | 2e        | 3e        | 2e        |           | 1er       | 4e        | 2e        | 2e        | 8e        | 2e        |

## Palmarès sur route

### Par années
- 2015
  - 5e étape du Tour de la province de Namur
- 2016
  - Prologue et 3e étape du Triptyque ardennais
  - 4e étape du Tour de la province de Namur (contre-la-montre)
- 2017
  - 3e étape du Triptyque ardennais
  - 3e, 4e (contre-la-montre) et 5e étapes du Tour de la province de Namur
  - Grand Prix Jean-Pierre Monseré
  - 2e du Triptyque ardennais
  - 2e du Tour de la province de Liège
  - 2e du Tour de la province de Namur
- 2023
  - 2e étape du Tour du Pays de Montbéliard
  - 3e du Tour du Pays de Montbéliard
- 2024
  - BW Classic

### Classements mondiaux
| Année                                 | 2013  | 2014 | 2015 | 2016  | 2017 | 2018  | 2019 | 2020  | 2021  | 2022 | 2023  | 2024  |
| ------------------------------------- | ----- | ---- | ---- | ----- | ---- | ----- | ---- | ----- | ----- | ---- | ----- | ----- |
| Classement mondial                    |       |      |      | 2178e | 525e | 2813e | nc   | 1909e | 1819e | 970e | 1364e | 1273e |
| UCI Europe Tour                       | 1095e | nc   | nc   | 1442e | 290e | 1862e | nc   | 1398e | 1250e | 706e | nc    | nc    |
|                                       |       |      |      |       |      |       |      |       |       |      |       |       |
| Légende : nc = non classéSource : UCI |       |      |      |       |      |       |      |       |       |      |       |       |

## Palmarès en VTT
- JOJ Singapour 2010
  - 3e de l'épreuve de cross country
  - 4e du classement par équipes